# Stolidosoma abdominale
Stolidosoma abdominale är en tvåvingeart som beskrevs av Robinson 1967. Stolidosoma abdominale ingår i släktet Stolidosoma och familjen styltflugor. Inga underarter finns listade i Catalogue of Life.